# Židovský hřbitov v Třebíči
Třebíčský židovský hřbitov je národní kulturní památka v Třebíči-na Podklášteří. V rámci souboru baziliky svatého Prokopa a třebíčské židovské čtvrti, jejíž oddělenou částí je, požívá statutu Světového dědictví UNESCO. Rada Kraje Vysočina odsouhlasila ke konci roku 2018 memorandum o spolupráci správců třebíčských objektů zapsaných v UNESCO.

## Historie
Židovský hřbitov v Třebíči patří k největším v České republice. Rozkládá se na severní stráni Hrádku na celkové ploše 11 678 m². Lze na něm najít 2600 náhrobků, z nichž je nejstarší dosud čitelný datován rokem 1631. Pochováno zde bylo asi 11 000 lidí.
Hřbitov byl založen v 2. polovině 15. století. Asi do roku 1468 židé pravděpodobně pohřbívali své zesnulé přímo při klášterní zdi. Tamní pohřebiště bylo zrušeno a nové umístěno na odvrácené, severní svažité straně Hrádku. Když roku 1888 došlo k průtrži mračen a povodni, v jejichž důsledku byly některé hroby vyplaveny, byl hřbitov rozšířen jižním směrem (nová část hřbitova). V této části stojí památníky obětem první světové války (z roku 1922, 20 obětem) i druhé světové války (z roku 1957, 290 obětem). Na náhrobcích se občasně nachází chyby v hebrejských textech, neboť je tesali kameníci křesťanské víry.
Na hřbitov se vchází ze západu kovanou vstupní branou. Vedle ní je obřadní síň (1903) s dobře dochovaným interiérem. Vybudována byla zásluhou rabína Samuela Pollaka (1842–1906) nákladem třebíčské židovské obce.
V roce 2019 byla o hřbitově vydána tištěná brožura.

## Iniciátoři obnovy hřbitova
Zásluhu na tom, v jak dobrém stavu hřbitov přečkal druhou polovinu 20. století, když po druhé světové válce přestal být využíván a pustl, mají pánové František Veselý, někdejší primář, a Bohumír Pavlík, školní inspektor v. v. Oba byli oceněni při slavnostním zasedání zastupitelstva města v kamenném sále zámku 23. srpna 2003. V roce 2017 byla sepsána bakalářská práce na téma naučné stezky na tomto hřbitově.
O správu hřbitova se již od roku 1912 stará rodina Mikyskova, která žije v blízkém domě.

## Galerie

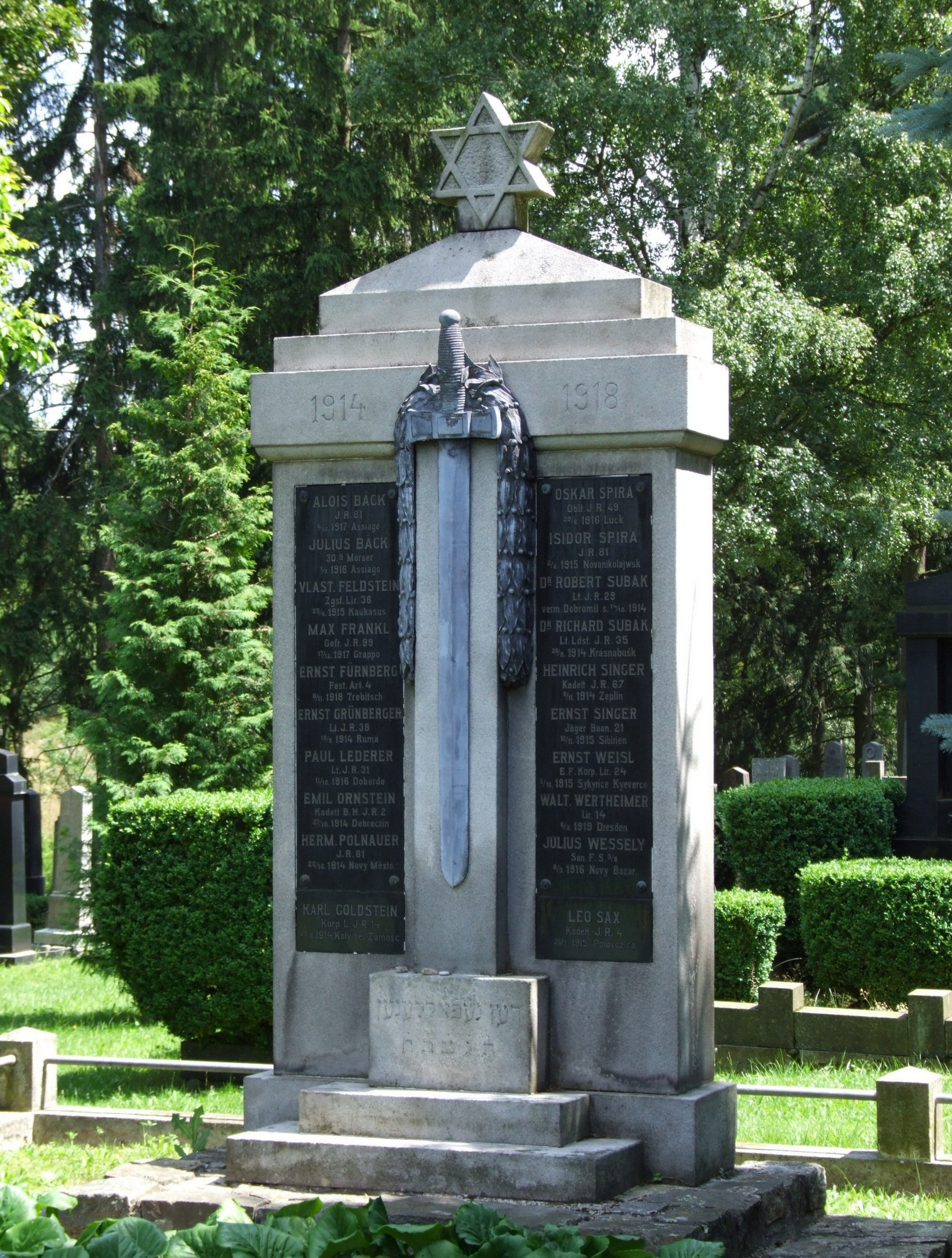
Památník obětem první světové války
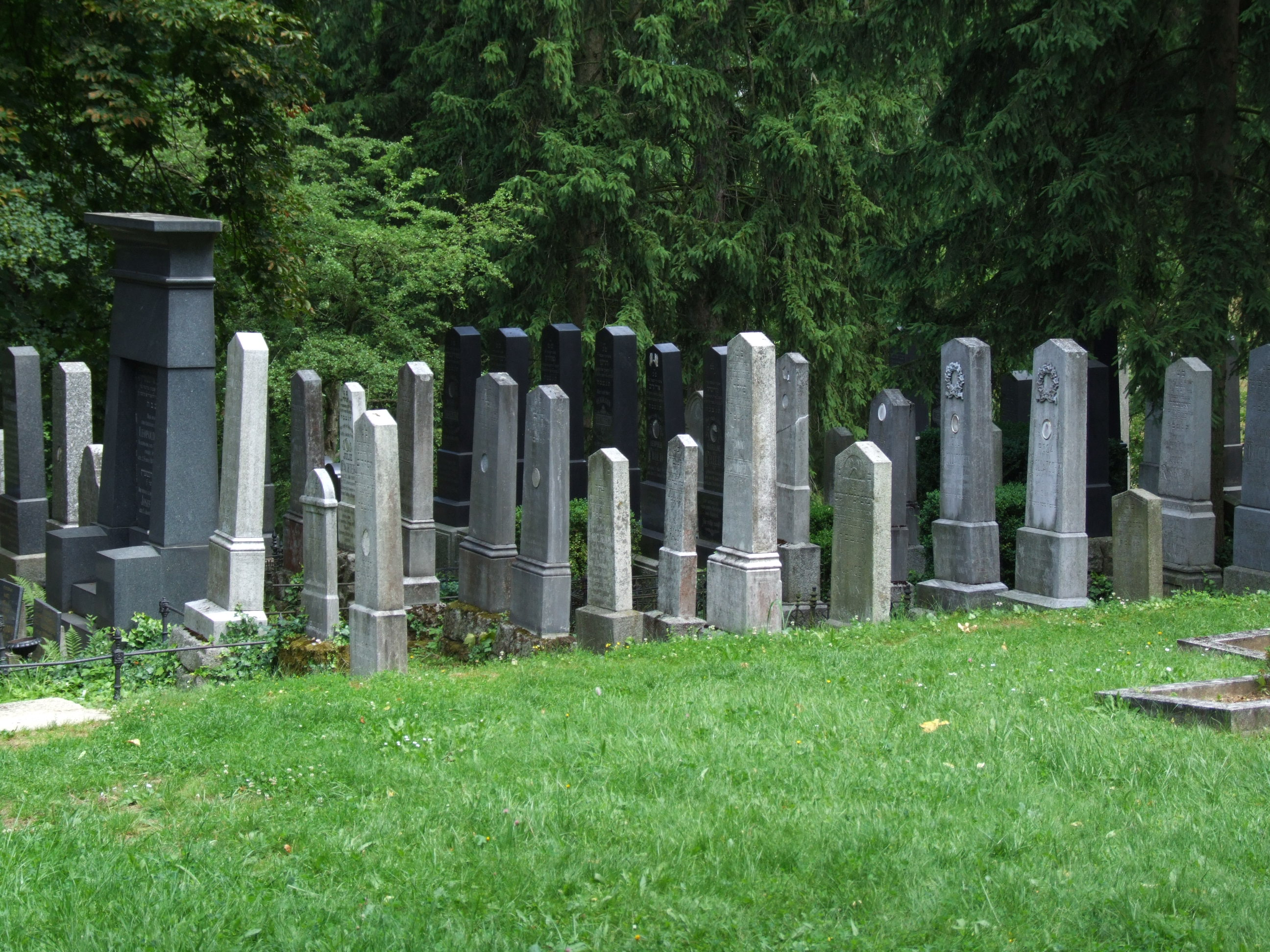
Nová část hřbitova
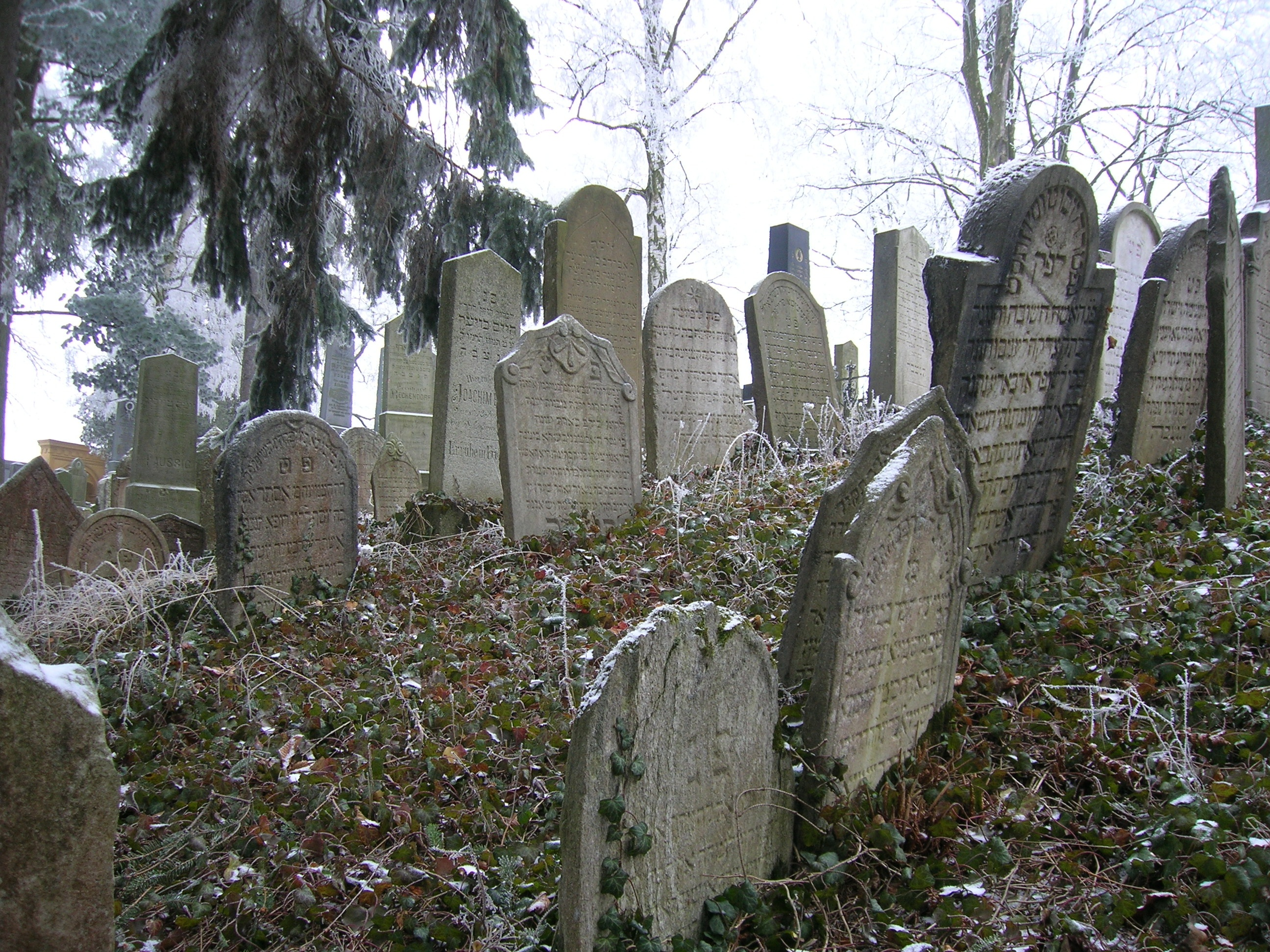
Stará část hřbitova
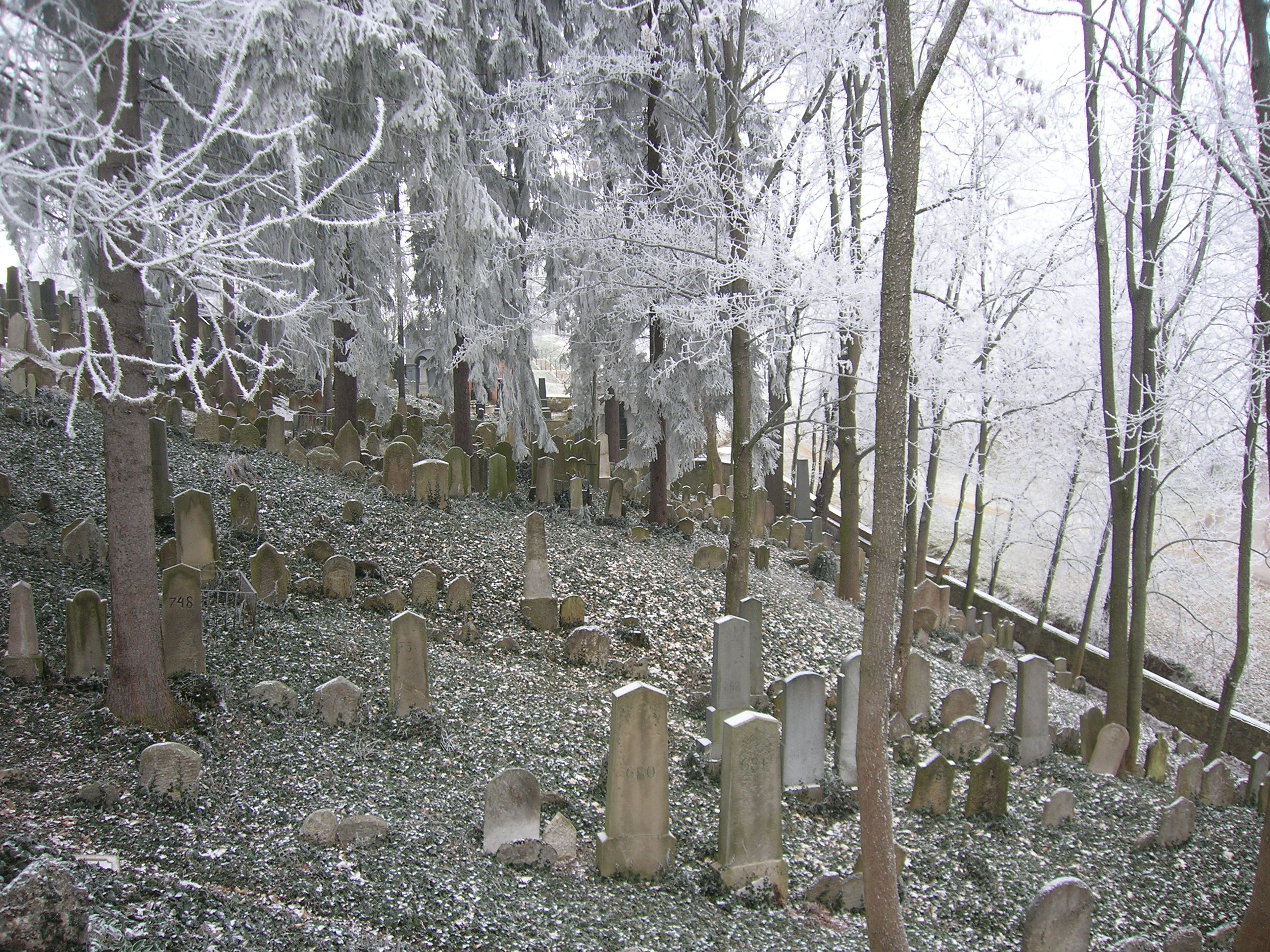
Širší pohled na hřbitov
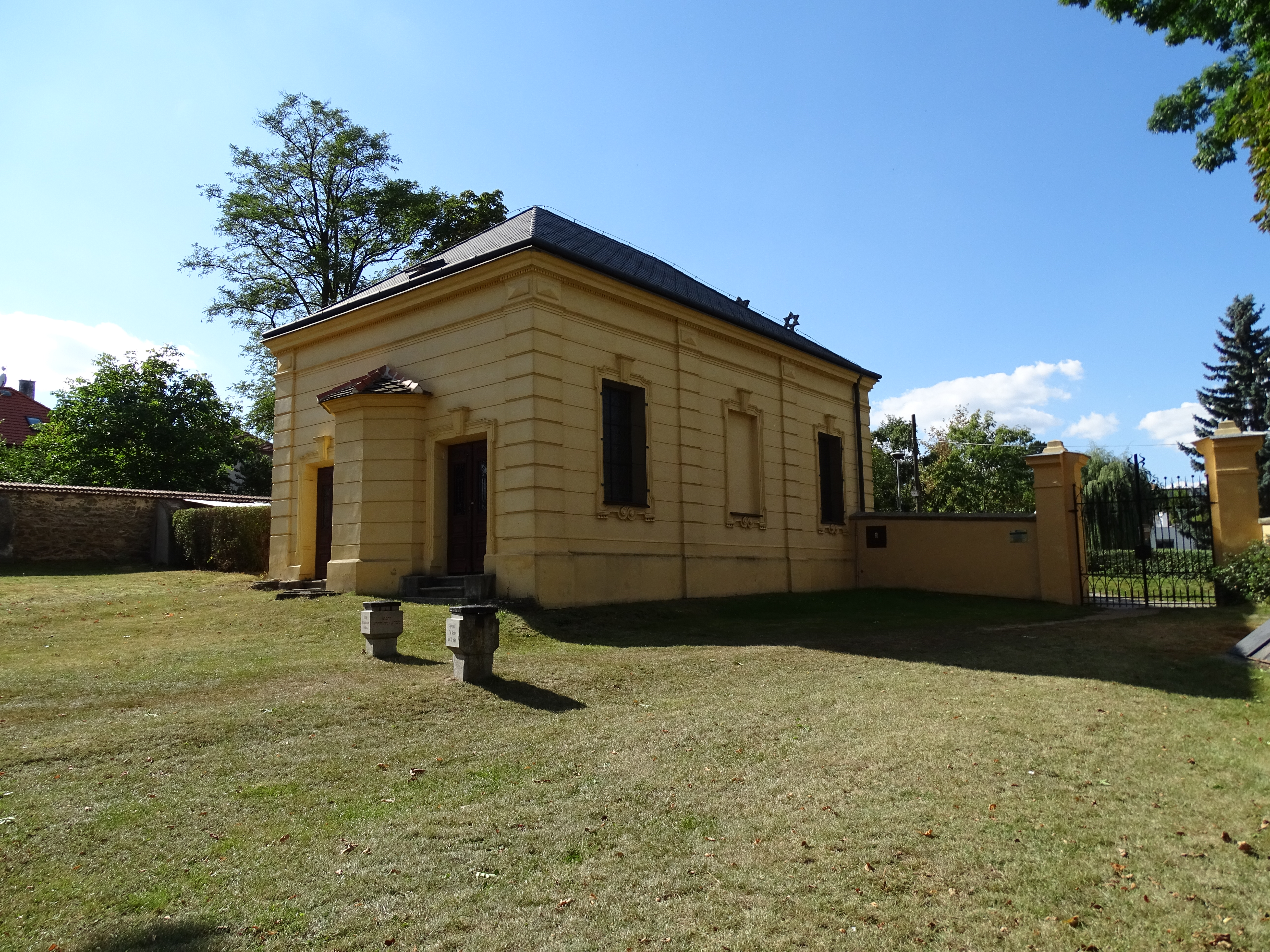
Obřadní síň
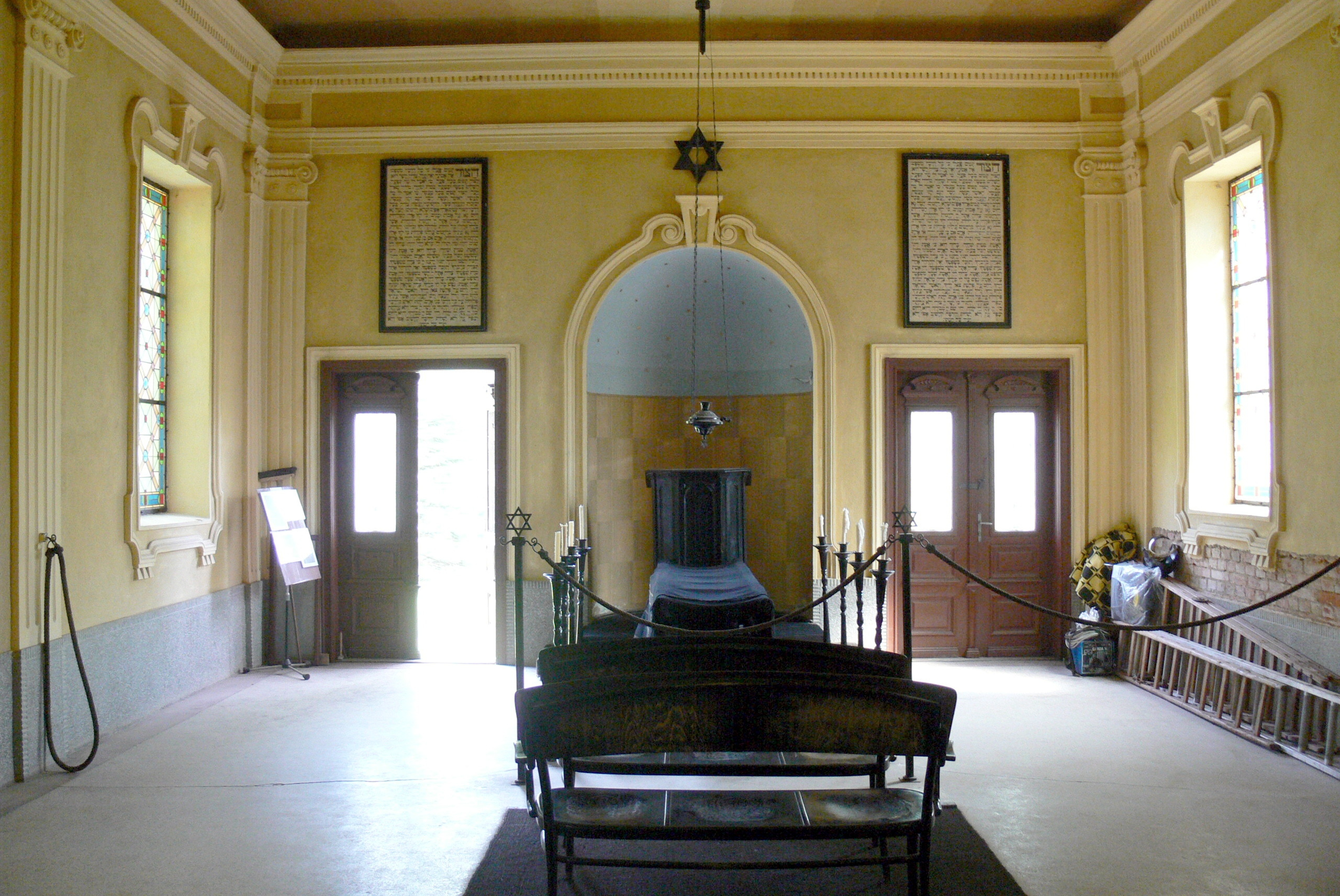
Interiér obřadní síně
Plánek hřbitova